# Calamothespis taylori
Calamothespis taylori är en bönsyrseart som beskrevs av Scott LaGreca 1952. Calamothespis taylori ingår i släktet Calamothespis och familjen Toxoderidae. Inga underarter finns listade i Catalogue of Life.